# Brachypelma albiceps
A Brachypelma albiceps, magyar nevén Mexikói arany, vörös-potrohú tarantula, a pókok (Araneae) rendjébe, a madárpókfélék (Theraphosidae) családjába, ezen belül a Brachypelma nevű nembe tartozó állatfaj. Az utóbbi időben egyre kedveltebb a terrarisztikában, mint hobbiállat.

## Elterjedése, élőhelye
A faj leginkább Mexikóban elterjedt, azon belül is Oaxaca területén, de megtalálható az Egyesült Államokban, Arizona állam területén is.
Szárazabb erdőkben terjedt el.
Talajlakó életmódot folytat, a földbe mély üregeket ás, vagy más állatok, például rágcsálók üregeibe költözik.

## Megjelenése
Egyedi megjelenését hátlemezének különös krémes, szinte aranyszínű színezetének köszönheti. Ezt leszámítva teste fekete színű, utótestének szőrei vöröses árnyalatúak.
Méretük 6-7 cm, a nőstények rendszerint nagyobbak a hímeknél. Lábfesztávolságuk 13–15 cm is lehet.

## Életmódja
A pók talajlakó életmódot folytat. A talajba ásott üregeiből elsősorban éjszaka merészkedik elő, ilyenkor aktív. Mint minden pók, a Brachypelma albiceps is ragadozó életmódot folytat, táplálékát rovarok, más pókok, kisebb emlősök, gyíkok, kétéltűek, madarak teszik ki elsősorban.

## Tartása
Viszonylag könnyen kezelhető, nyugodt természetű pók, tartása kezdők számára is ideális. Elhelyezése minimum 30x20x25 cm-es terráriumban ajánlott. Aljzatnak körülbelül 6-8 centiméternyi tőzeg, kókuszrost, virágföld, vagy ezeknek keveréke megfelelő. A hőmérséklet 22-26°C-on az ideális, mely éjszaka 20 °C-ra is lemehet, 60-70%-os páratartalom megfelelő a számára.
Etetése egyszerű, minden méretének megfelelő táplálékot elfogad.

## Védelme
Bár a terráriumi tartás következtében, fogságban már világszerte előforduló faj, de eredeti élőhelyének elvesztése következtében populációja veszélybe kerülhet.

A faj a Washingtoni egyezmény hatálya alá tartozik, így nemzetközi kereskedelme csak a megfelelő engedélyek birtokában végezhető.